# 김홍집 선생 묘
김홍집 선생 묘는 경기도 고양시 덕양구 대자동에 있다. 1986년 6월 16일 고양시의 향토문화재 제24호로 지정되었다.

## 개요
조선조 말기의 초대 내각총리를 지낸 김홍집 선생의 묘소이다. 당대의 비석과 장명등 석물 등이 배치되어 있다.

## 같이 보기
- 김홍집